# رينيت برومر
رينت لويز برومر (من مواليد 4 مايو 1955) هي عالمة أرصاد جوية ألمانية سويسرية المولد ورائدة فضاء سابقة. تخصصت في الأرصاد الجوية بالأقمار الصناعية ، وتم اختيارها كرائدة فضاء في عام 1987، وتقاعدت في عام 1993.

## بداية حياتها وتعليمها

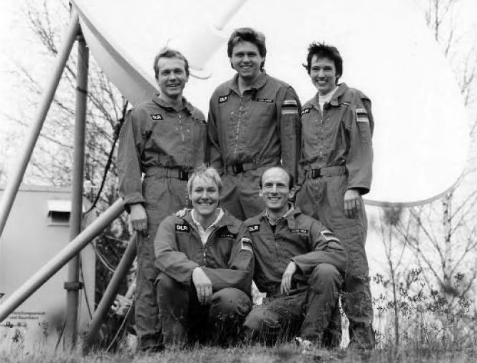
فريق رواد الفضاء الألماني عام 1987 م. تقف بورمرفي أقصى اليمين

حصلت برومر على ما يعادل درجة ماجستير العلوم في الرياضيات والفيزياء من جامعة ميونيخ عام 1981، ودكتوراه من جامعة ميامي في علم الأرصاد الجوية وعلوم المحيطات الفيزيائية عام 1986.
كانت قد تأهلت سابقًا كمعلمة مدرسة ودرّست الرياضيات والفيزياء في مدرسة ثانوية. كما أنها حاصلة على رخصة طيار خاص.

## عملها بالفضاء
كان من المقرر أن يختار مركز الفضاء الألماني مجموعة من العلماء الألمان ليصبحوا رواد فضاء لمهمات الفضاء دي 2في عام 1986، بعد الرحلات الناجحة لـ أولف ميربولد في عامي 1983 و 1985؛ تم تأجيل هذا الاختيار حتى عام 1987 بعد كارثة تشالنجر لاختيار رواد الفضاء، تم إجراء مسابقة في عام 1986، وتقدم 1400 شخص بطلبات ؛ 20٪ من النساء. كانت برومر واحدًا من خمسة أشخاص في الاختيار الأول لفريق رواد الفضاء الألماني في 3 أغسطس 1987 ، كأخصائي حمولة. كان اثنان من المختارين من النساء، برومر و هايك والبوت، أول رائدات فضاء في ألمانيا؛  لم تذهب أي امرأة إلى الفضاء على الإطلاق. [6]
أكملت برومر التدريب الأساسي بحلول عام 1990 مع بقية الفريق الألماني، ثم أجرت مزيدًا من التدريب الخاص بمهمة محددة في جميع أنحاء أوروبا والولايات المتحدة. تم اختيار طاقم بعثة ناسا STS-55 في أوائل عام 1992، مع احتياطي برومر و جيرهارد وتدريبهما على التحكم في الرحلة والمهمة؛ تم تسمية والبوت منسقًا لواجهة الطاقم وتم تدريبها فقط على التحكم في المهمة. كجزء من تدريب مجموعة سبيس لابD2 في كولونيا والتخطيط لاستخدام مكوك الفضاء في عام 1992 ، تم اعتبار برومر مبدئيًا للطيران في مهمة ميرالسوفيتية التي كان من المقرر إجراؤها في نفس الوقت، والتي بدلاً من ذلك مضت قدما في TM-14 مع معظمهم من رواد الفضاء الروس والألمان الذين تم اختيارهم بعد الخمسة الأوائل.
بالنسبة إلى STS-55 ، في عام 1993 ، كانت رائدة فضاء احتياطية ودعمت رواد الفضاء الطائرين من مركز التحكم أثناء المهمة ؛ إذا كانت قد سافرت، لكانت أول معلمة في المدرسة تدور حول الأرض. تم حل فريق رواد الفضاء الألماني في وقت لاحق في عام 1993.

## تدرجها المهني
برومر متخصصه في الأرصاد الجوية. كانت زميلة أبحاث في جامعة كولورادو بولدر في وقت اختيارها كرائد فضاء. بعد تقاعدها كرائدة فضاء، عادت إلى بولدر، كولورادو، لتصبح باحثة في الإدارة الوطنية للمحيطات والغلاف الجوي.
انضمت إلى المؤسسة الجامعية لأبحاث الغلاف الجوي (سيرا) في عام 1995 في كولورادو بولدر. في البداية، عملت كجزء من برنامج جلوب وفي إدارة مشروع FX-Net لتقديم واجهات للتنبؤ عبر الإنترنت. في عام 2010 ، بدأت العمل كمنسق لفرع الأرصاد الجوية الإقليمي والمتوسط ، للبحث في تطبيقات الأقمار الصناعية.